# Titus Flavius Pomponianus
Titus Flavius Pomponianus war ein im 2. Jahrhundert n. Chr. lebender Angehöriger der römischen Armee.
Durch eine Inschrift, die in Salona gefunden wurde, ist seine militärische Laufbahn bekannt. Pomponianus diente als Centurio in den folgenden Legionen: in der Legio IIII Flavia, in der Legio XII Fulminata, in der Legio XVI Flavia, in der Legio XIIII Gemina Martia und in der Legio II Traiana fortis.
Die Inschrift wird bei der Epigraphik-Datenbank Clauss-Slaby auf 106/150 datiert. James Robert Summerly datiert die Laufbahn von Pomponianus in einen Zeitraum zwischen 90 und 130.

## Reihenfolge der Legionen
Die Legionen sind in der Inschrift in der folgenden Reihenfolge angegeben: Legio II Traiana fortis, Legio IIII Flavia, Legio XII Fulminata, Legio XVI Flavia und Legio XIIII Gemina Martia. Die Tatsache, dass die Inschrift von Centurios der Legio II Traiana fortis als seinen Erben errichtet wurde, deutet laut James Robert Summerly darauf hin, dass Pomponianus zuletzt in der Legio II Traiana fortis diente. Er hält aber auch andere Szenarien für denkbar.